# تامی اورجینال
اورجینال تامی که قبلاً به عنوان همبرگرهای مشهور جهانی اورجینال تامی شناخته می‌شد، یک رستوران زنجیره ای همبرگر فست فود در منطقه شهری لس آنجلس است.
مکان اصلی در ۱۵ می ۱۹۴۶ توسط تام کولاکس (۲۶ اکتبر ۱۹۱۸–۲۸ مه ۱۹۹۲) در غرب مرکز شهر لس آنجلس افتتاح شد. در این غرفه که هنوز هم وجود دارد، همبرگر و هات داگ با فلفل قرمز به فروش می‌رسید. در ابتدا، تجارت کند بود، اما به زودی شروع به رشد کرد. در طول دهه ۱۹۶۰، کل زمین تقاطع خریداری شد. بلافاصله پس از آن، گوشه شمال غربی برای پارکینگ و ذخیره‌سازی گسترده کالا خریده شد. اندکی پس از آن، دومین پیشخوان خدماتی که ساختمان را در حاشیه زمین شمال شرقی اشغال کرده بود، راه اندازی شد.